# Liste der Bodendenkmale in Barum (Landkreis Uelzen)
In der Liste der Bodendenkmale in Barum (Landkreis Uelzen) sind alle Bodendenkmale der niedersächsischen Gemeinde Barum aufgelistet. Die Quelle ist der Denkmalatlas Niedersachsen. Der Stand der Liste ist der 2. September 2024.

## Allgemein
In den Spalten finden sich folgende Informationen des Bodendenkmales :
- Lage        : geographische Koordinaten
- Bezeichnung : Bezeichnung lt. Denkmalatlas
- Beschreibung: Beschreibung lt. Denkmalatlas
- ID          : Objekt-ID
- Bild        : Bild, ggf. zusätzlich mit Link zu weiteren Fotos im Medienarchiv Wikimedia Commons.

## Barum
| Lage                        | Bezeichnung                   | Beschreibung | ID       | Bild |
| --------------------------- | ----------------------------- | --- | -------- | ---- |
| 53° 1′ 46″ N, 10° 30′ 38″ O | Barum 8, Grabhügel            | Länge 12 m und Breite 9 m und Höhe 0,60 m. | 32205147 | BW   |
| 53° 1′ 43″ N, 10° 30′ 30″ O | Barum 12, Grabhügel           | Durchmesser 13 m und Höhe ca. 0,80 m. Innen ausgehöhlt. | 32208577 | BW   |
| 53° 1′ 43″ N, 10° 30′ 30″ O | Barum 13, Grabhügel           | Rest eines mittig tief ausgegrabenen Grabhügels, Durchmesser ca. 9,00 m und verbliebenen Höhe ca. 0,25 m. Nur noch ein flacher Erdring erhalten, welcher westseitig durch ehemaligen Weg leicht geschnitten wird. Quer über den Hügel verläuft eine Holzrückspur. | 32208578 | BW   |
| 53° 1′ 37″ N, 10° 30′ 26″ O | Barum 14, Grabhügel           | Rest eines Grabhügels, Durchmesser 10 Metern und Höhe 0,40 m. Mitte völlig ausgegraben (Dm. 5,00 m, T. 1,50 m). Nur Erdring vorhanden. | 32208816 | BW   |
| 53° 1′ 34″ N, 10° 30′ 34″ O | Barum 15, Grabhügel           | Kräftig gewölbt, Durchmesser 19 m und Höhe ca. 2,40 m. | 32208817 | BW   |
| 53° 1′ 35″ N, 10° 30′ 36″ O | Barum 16, Grabhügel           | Durchmesser ca. 12 m und Höhe ca. 1,00 m. | 32208818 | BW   |
| 53° 1′ 47″ N, 10° 30′ 10″ O | Barum 25, Grabhügel           | Oval, Länge 17 m, Breite 13 m und Höhe noch 0,80 m. In der Mitte ausgegraben. | 32207603 | BW   |
| 53° 3′ 43″ N, 10° 31′ 28″ O | Barum 31, Grabhügel           | Durchmesser 5 m und Höhe 0,40 m. | 32207605 | BW   |
| 53° 3′ 44″ N, 10° 31′ 26″ O | Barum 35, Steinmale           | | 32209640 | BW   |
| 53° 3′ 6″ N, 10° 31′ 5″ O   | Barum 41, Befestigter Gutshof | Die 55 × 60 m große Hauptburginsel ist von einem 10 – 12 m breiten Wassergraben umschlossen, der vom östlich gelegenen Mühlenbach gespeist wird. | 32207004 | BW   |

## Tätendorf–Eppensen
| Lage                        | Bezeichnung                      | Beschreibung | ID       | Bild |
| --------------------------- | -------------------------------- | --- | -------- | ---- |
| 53° 1′ 27″ N, 10° 30′ 33″ O | Tätendorf-Eppensen 2, Grabhügel  | Flach gewölbt, Durchmesser ca. 13 m und Höhe ca. 1,20 m.                                                                 | 32204941 | BW   |
| 53° 1′ 28″ N, 10° 30′ 33″ O | Tätendorf-Eppensen 3, Grabhügel  | Flach gewölbt, Durchmesser ca. 8 m und Höhe ca. 0,60 m.                                                                  | 32203097 | BW   |
| 53° 1′ 27″ N, 10° 30′ 35″ O | Tätendorf-Eppensen 4, Grabhügel  | Kräftig gewölbt, Dm. 12 m und H. 1,2 m.                                                                                  | 32203096 | BW   |
| 53° 1′ 25″ N, 10° 30′ 36″ O | Tätendorf-Eppensen 7, Grabhügel  | Langoval, NW-SO ausgerichtet, L. 7 m, Br. 2,5 m und H. 0,3 m. Ursprünglich wohl rund und nun ist der NO-Teil abgetragen. | 32203227 | BW   |
| 53° 1′ 16″ N, 10° 30′ 4″ O  | Tätendorf-Eppensen 14, Grabhügel | | 32203228 | BW   |
| 53° 1′ 15″ N, 10° 30′ 3″ O  | Tätendorf-Eppensen 25, Grabhügel | | 32203229 | BW   |
| 53° 1′ 15″ N, 10° 30′ 5″ O  | Tätendorf-Eppensen 26, Grabhügel | | 32205404 | BW   |